# Vallaris
Vallaris är ett släkte av oleanderväxter. Vallaris ingår i familjen oleanderväxter.
Kladogram enligt Catalogue of Life:
| Vallaris | \| \| Vallaris glabra \| \| \| \| \| \| Vallaris indecora \| \| \| \| \| \| Vallaris solanacea \| \| \| \| |
|          | \| \| Vallaris glabra \| \| \| \| \| \| Vallaris indecora \| \| \| \| \| \| Vallaris solanacea \| \| \| \| |
|          | Vallaris glabra                                                                                            |
|          | |
|          | Vallaris indecora                                                                                          |
|          | |
|          | Vallaris solanacea                                                                                         |
|          | |